# Kathy Sinnott
Kathryn (Kathy) Sinott (ur. 29 września 1950 w Chicago) – irlandzka działaczka społeczna, eurodeputowana w kadencji 2004–2009

## Życiorys
Kształciła się w Indianie, studiowała następnie na University College Dublin. Była założycielką i wielokrotną sekretarz Stowarzyszenia na rzecz Osób Poważnie i Głęboko Upośledzonych Umysłowo (1983–1997). W 1996 założyła organizację Hope Project, działającą na rzecz osób niepełnosprawnych i ich rodzin. Objęła stanowisko sekretarza tego stowarzyszenia. W 2002 ubiegała się o mandat posłanki do Dáil Éireann, nieznacznie przegrywając z przedstawicielem Fianna Fáil.
W wyborach w 2004 jako kandydatka niezależna została wybrana do Parlamentu Europejskiego z okręgu południowego. Należała do eurosceptycznej frakcji Niepodległość i Demokracja (w 2008 przez kilka miesięcy była jej przewodniczącą). Pracowała w Komisji Zatrudnienia i Spraw Socjalnych oraz w Komisji Petycji (jako wiceprzewodnicząca od 2007). W 2009 nie udało jej się uzyskać reelekcji.